# Journey to Jerusalem (película)
Journey to Jerusalem (en búlgaro, Пътуване към Йерусалим, transliterado como: Patuvane kam Yerusalim) es una película de drama búlgara de 2003 dirigida por Ivan Nitchev. Fue seleccionada como la entrada búlgara a la Mejor Película Internacional en la 76.ª Premios de la Academia, pero no fue nominada.

## Reparto
- Elena Petrova
- Aleksandr Morfov
- Vasil Vasilev-Zueka
- Tatyana Lolova
- Georgi Rusev
- Reni Vrangova
- Hristo Garbov